# Lassie (serie de televisión)
Lassie (también conocida como Las nuevas aventuras de Lassie) es una serie de televisión. Y actualización animada en 2D del personaje clásico de Eric Knight. En los Estados Unidos la serie fue lanzada en el servicio streaming de ViacomCBS, CBS All Access (ahora conocido como Paramount+).

## Personajes

### Personajes principales
- Lassie

El personaje principal del programa, Lassie es un collie marrón y blanco que vive en el parque nacional Grand Mountain con sus dueños, la familia Parker. Audaz y valiente, Lassie nunca dudará en arriesgar su vida por su familia, amigos e incluso personas al azar que puede haber conocido o no antes.
Durante la mayor parte de la duración de los episodios, Lassie solo se comunicará a través de su lenguaje corporal y ladridos, que solo entienden quienes la conocen bien. Sin embargo, puede "hablar" con sus amigos animales de Red Barn.
- Zoe Parker

Dueña de Lassie e hija de Sarah y Graham. Habiendo heredado el amor por la naturaleza de sus padres, Zoe se preocupa mucho por la vida en el parque y hace todo lo posible para protegerla, a veces sin pensar y, en última instancia, poniendo su vida en riesgo. Zoe a menudo cuida de los animales bebés siempre que necesitan su ayuda. Normalmente es ella quien llama a Lassie a la antigua usanza, ya sea que haya una emergencia o no.
- Jefe de Guardabosques Graham Parker

Jefe del Departamento de Guardabosques del parque nacional Grand Mountain, Graham, como el resto de su familia, es un apasionado amante de la naturaleza y hará todo lo que esté en su poder como Jefe de Guardaparques para evitar que alguien dañe la serenidad del Parque. Al igual que su esposa, la Dra. Sarah Parker, veterinaria del parque, Graham a menudo se preocupa por la seguridad de su hija Zoe antes de asegurarse de que Zoe es una niña inteligente que se ha olvidado más de explorar la belleza del parque de lo que cualquier turista haya aprendido y como Mientras tenga a Lassie a su lado, nunca podrá sufrir ningún daño.
Una vez tuvo un perro que era similar en raza y personalidad a Lassie, llamado Shadow, cuando era un niño. Lamentablemente, cuando Graham tenía ocho años, Shadow fue mordido por una serpiente mientras intentaba salvar a Graham. Graham, que no entendió del todo en ese momento, pensó que era responsable de la muerte de su perro y, en última instancia, incluso de la muerte de su abuelo, quien se enfermó y murió poco tiempo después de Shadow y, por lo tanto, se distanció de la cabaña. propiedad de su abuelo. Más tarde descubrió, gracias a Lassie, Zoe y Harvey, que este no era el caso y que la enfermedad y la muerte de su abuelo se debían simplemente a otra cosa, más que probablemente a la vejez. Graham denunció que, si bien nunca visitó la propiedad desde el incidente de Shadow hasta el momento en que regresó para enfrentar sus miedos,
- Dra. Sarah Parker

Como veterinaria residente del parque nacional, Sarah se enorgullece de su trabajo, cuidando a cualquier animal que pueda necesitar sus conocimientos médicos. Al igual que su esposo y su hija, Sarah expresa su indignación cada vez que alguien o algo amenaza la tranquilidad del parque.
- Harvey Smith

El mejor amigo de Zoe. Un hábil navegante, como su difunto padre, Jason Smith, Harvey siempre tiene una ruta planeada. A menudo seguirá a Zoe y Lassie en sus aventuras, incluso si la situación puede parecer peligrosa.
- Sra. Beth Smith

Madre de Harvey Smith y supuestamente miembro del personal del centro de visitantes del parque nacional. Como Harvey es todo lo que tiene para recordar a su esposo, Beth a menudo se preocupa cuando Harvey podría estar en peligro. Afortunadamente, sabe que, donde sea que haya peligro, Lassie no estará lejos.
- Samantha Humphrey

La presumida rival de Zoe y Harvey, con cabello castaño. A veces se lanza a situaciones peligrosas sin pensar en nada.
- Sr. Robert Humphrey

Propietario y gerente del Hotel Valley. A veces es un antagonista menor, ya que algunos de sus planes para atraer turistas a menudo pueden hacer que haga cosas escrupulosas, como mentirle al conductor de una vieja locomotora de vapor que había inspeccionado personalmente cada centímetro de vía en la línea que estaba. planeaba enviar un tren lleno de turistas para asegurarse de que fuera seguro cuando, de hecho, no lo había hecho.
- Sra. Ida Lee

Dueña de la tienda general del parque nacional, 'The Happy Camper', la Sra. Lee puede parecerse a cualquier anciana común, pero está lejos de serlo, como aprendieron un par de cazadores furtivos cuando demostró sus habilidades como campeona de rodeo al acapararlos. mientras intentaban capturar a un cachorro de oso. Ella es la dueña de Biff the pug, a quien a menudo les lleva el Parker's Morning Paper.

## Temporada 1
La temporada 1 se emitió desde 2014 hasta 2015 con 26 episodios.

## Temporada 2
La temporada 2, con 26 episodios emitidos a partir de enero de 2020.
A diferencia de la primera temporada, utiliza personajes animados por computadora frente a fondos dibujados a mano. Fue producido por un estudio francés llamado Superprod Animation.
Estos episodios aparecen en CBS All Access, pero están etiquetados como "Temporada 1". Los derechos de autor sobre ellos son de 2016.

## Transmisión
En el Reino Unido, el programa se estrenó en Pop UK TV el 6 de junio de 2016. En 2016, se lanzó un canal oficial de YouTube con episodios de la serie.
En los Estados Unidos, Lassie debutó en el servicio de transmisión CBS All Access de ViacomCBS, el 17 de enero de 2020. Después de que el servicio se relanzara con un nuevo nombre (Paramount+) en 2021, el programa se trasladó a ParamountPlus.com.